# Polycirrus albicans
Polycirrus albicans är en ringmaskart som först beskrevs av Anders Johan Malmgren 1866.  Polycirrus albicans ingår i släktet Polycirrus och familjen Terebellidae.
Artens utbredningsområde är Mexikanska golfen. Inga underarter finns listade i Catalogue of Life.